# Saggio alla perla al sal di fosforo
Il saggio alla perla al sal di fosforo è un saggio tradizionale di analisi chimica qualitativa per la ricerca di metalli; è molto simile al più utilizzato saggio alla perla di borace. Come sale fondente si utilizza il Fosfato idrogenato sodico d'ammonio, detto sal di fosforo (NaNH4HPO4·4H2O).

## Descrizione
Il saggio si svolge con l'utilizzo del becco bunsen e sfrutta la capacità del sal di fosforo di fondere e formare una perla vetrosa incolore. Tale perla, in presenza di determinati cationi metallici, assume diverse colorazioni caratteristiche, che permettono il riconoscimento del metallo.
Il sal di fosforo viene portato in fusione sulla fiamma del bunsen, perde perciò acqua ed ammoniaca, formando una perla di metafosfato sodico:
{\displaystyle {\ce {NaNH4HPO4*4H2O -> NaPO3 + NH3 + 5H2O}}}
Il metafosfato sodico su fiamma ossidante, venendo a contatto con ossidi metallici (derivanti dall'ossidazione ad opera della fiamma di altri composti metallici), reagisce formando ortofosfati di colore caratteristico.
{\displaystyle {\ce {CoO + NaPO3 -> NaCoPO4}}}
Operando su fiamma riducente, i cationi metallici posso ridursi, provocando colorazioni differenti.

## Esecuzione del saggio
Si arroventa il filo di platino sul bunsen e lo si immerge nella polvere di sal di fosforo; si riporta il filo sulla fiamma per far sciogliere il sale. Si ripetono questi passaggi fino ad ottenere una perla vetrosa trasparente.
A questo punto si preleva con la perla qualche granello di campione, si porta sulla fiamma fino a fusione; dopo qualche secondo si toglie la perla dalla fiamma e se ne osserva il colore.
| Metallo   | Colore su fiamma ossidante | Colore su fiamma riducente      |
| --------- | -------------------------- | ------------------------------- |
| Cobalto   | blu                        | blu                             |
| Cromo     | verde                      | verde                           |
| Manganese | violetto                   | incolore                        |
| Rame      | verde (blu a freddo)       | incolore (rossa-opaca a freddo) |
| Nichel    | marrone                    | grigia                          |